# Fejér Károly
Fejér Károly, Károlyi József, Fehér (Eger, 1790 – Arad, 1877. október 29.) színész, színigazgató.

## Pályafutása
Színészi pályáját 1818. szeptember 10-én kezdte, majd 1821-től mint színigazgató működött. Több kisebb társulatot vezetett, az 1850-es évektől tagja volt egynek. 1833-ban Nagyváradon ő tartotta Friedrich Schiller Tell Vilmosának magyar nyelvű bemutatóját. 1842-ben Kecskeméten játszott társulatában. 1847-ben a Nemzeti Színházhoz akart csatlakozni, ám nem járt sikerrel. Az 1848-49-es szabadságharcban Bem József erdélyi hadseregében szolgált, ahol mint főhadnagyot érdemjellel kitüntették. Társulatában kezdték pályafutásukat: Feleky Miklós, id. Lendvay Márton, Szathmáryné Farkas Lujza, de 1844–45-ben Debrecenben Petőfi Sándor is tagja volt. Pályafutásának főbb állomásai Kecskemét, Ungvár, Eger és Szatmárnémeti voltak. Vándorpályája 53. és színigazgatása 50. évfordulóját 1870. november 7-én ünnepelte Egerben a Katona és szerzetes című darabban.

## Fontosabb szerepei
- Moór Ferenc (Schiller: Haramiák)
- Kemény Simon (Kisfaludy Károly)
- Gessler (Schiller: Tell Vilmos)
- Kolta (Vörösmarty Mihály: Vérnász)